# Guillaume de Saulx
Guillaume de Saulx, vicomte de Tavannes, (1553-1633), fils aîné de Gaspard de Saulx, "lieutenant du roi en l'absence" (lieutenant du lieutenant général) en Bourgogne à partir de décembre 1571, pendant le gouvernement du duc de Mayenne et la lieutenance générale de son beau-père Léonor Chabot, dit Chabot-Charny.

## Biographie
Il maintient en partie la Bourgogne dans l'obéissance à Henri III pendant la Ligue. En 1577, c'est son frère, Jean de Saulx, vicomte de Tavannes, ligueur forcené, qui est nommé par Charles de Mayenne et la Ligue à la lieutenance de Bourgogne. Malgré son frère Jean, Guillaume se déclare pour Henri IV dès 1589 et se distingue au combat de Fontaine-Française le 5 juin 1595.
On a de lui des « Mémoires historiques » qui vont de 1560 à 1596, imprimés à Paris en 1625 (et réimprimés dans les collections des « Mémoires sur l'Histoire de France » et dans le « Panthéon littéraire » en 1836) — à ne pas confondre avec les « Mémoires » de Gaspard de Saulx, rédigés par son fils Jean.

### Distinction
- chevalier des ordres du Roi (1585)

### Mariage et descendance
Guillaume de Saulx épouse en 1576 Catherine Chabot, petite-fille de l'amiral de Brion, fille de Léonor Chabot (cousin issu de germain des derniers rois Valois François II, Charles IX, Henri III, et du premier roi Bourbon, Henri IV) et de Claude Gouffier. Elle lui donne six enfants :
- Claude de Saulx, comte de Buzançais (Indre), dit le comte de Tavannes ; † en 1638 à Bayonne ; père de Noël, et de Jacques de Saulx évoqué ci-dessous ;
- Joachim de Saulx, baron d'Arc-sur-Tille, † 1635 ;
- Léonore de Saulx, dame d'Orain, et dame de Dinteville et Fougerolles par sa 1° union avec son arrière-cousin Joachim de Jaucourt-Dinteville, puis 2° remariée avec Aimé/Aymeric de Rochechouart-Dinteville, son cousin, marquis de Tonnay-Charente, fils de René de Rochechouart-Mortemart et de Jeanne de Saulx, il était le petit-fils du maréchal de Tavannes ;
- Françoise de Saulx, † 1654, femme de Joachim-Antide de Bussy et (par sa fille Huberte-Renée de Bussy, mère de Jean-François de Mesgrigny) arrière-grand-mère de Louise-Françoise de Mesgrigny, l'épouse de Jacques-Léon Bouthillier, marquis de Beaujeu ;
- Jeanne de Saulx, religieuse à Beaumont ;
- Anne de Saulx, née en 1600, † vers 1664.

Il se remarie en 1620 avec Jeanne-Baptiste de Pontailler, fille d'olivier de Pontallier, seigneur de Talmey, et d'Anne de Cantiers. Il en a :
- Jean Ier de Saulx, seigneur du Mayet, dit le marquis de Tavannes, vicomte de Ligny-le-Châtel. Lieutenant général du roi en Bourgogne, il est battu par son neveu Jacques, qui est partisan de la Fronde, et brûle le testament qu'il a fait en sa faveur. † 17 octobre 1665.Il épouse en 1643 Jeanne Françoise de Pontaillier, dont postérité.